# وداگولا
وداگولا (به لاتین: Wedagolla) یک منطقهٔ مسکونی در سری‌لانکا است که در استان مرکزی (سری‌لانکا) واقع شده‌است.